# Осека
Осека (пол. Osieka, нім. Hermenhagen) — село в Польщі, у гміні Бартошиці Бартошицького повіту Вармінсько-Мазурського воєводства.
Населення — 198 осіб (2011).

## Демографія
Демографічна структура станом на 31 березня 2011 року:
|          | Загалом | Допрацездатний вік | Працездатний вік | Постпрацездатний вік |
| -------- | ------- | ------------------ | ---------------- | -------------------- |
| Чоловіки | 94      | 23                 | 63               | 8                    |
| Жінки    | 104     | 29                 | 61               | 14                   |
| Разом    | 198     | 52                 | 124              | 22                   |